# Tetragnatha determinata
Tetragnatha determinata là một loài nhện trong họ Tetragnathidae.
Loài này thuộc chi Tetragnatha. Tetragnatha determinata được miêu tả năm 1891 bởi Karsch.